# Lena (Mississippi)
Pour les articles homonymes, voir Lena.
La ville américaine de Lena est située dans le comté de Leake, dans l’État du Mississippi. Lors du recensement de 2000, sa population s’élevait à 167 habitants.

## Source
- (en) Cet article est partiellement ou en totalité issu de l’article de Wikipédia en anglais intitulé « Lena, Mississippi » (voir la liste des auteurs).